# Aleksey Kozlovskiy
Aleksey Fyodorovich Kozlovskiy (* 15. Oktober 1905 in Kiew; † 9. Januar 1977 in Taschkent) war ein usbekisch-sowjetischer Komponist, Dirigent, Professor und Pädagoge.

## Leben
Im Jahr 1923 zog Kozlovskiy nach Moskau und studierte bei Boleslaw Jaworskyj am von diesem gegründeten Ersten Staatlichen Musiktechnikum. Im Jahr 1931 schloss er sein Studium am Moskauer Konservatorium bei Nikolai Mjaskowski ab. Im Jahr 1936 wurde er für drei Jahre nach Taschkent verbannt. Er war von der Kultur des Ostens fasziniert und blieb bis zum Ende seines Lebens in Taschkent. In den Jahren 1938–1941 war er Dirigent am Opern- und Balletttheater Usbekistans, von 1949 bis 1963 war er Chefdirigent und künstlerischer Leiter des Symphonieorchesters der Usbekischen Philharmonie. Ab 1943 unterrichtete er am Staatlichen Konservatorium Usbekistans.
Die wichtigsten Werke von Kozlovskiy sind die Oper „Ulugbek“ und das sinfonische Gedicht „Tanovar“, auf dessen Grundlage ein gleichnamiges Ballett geschrieben wurde. Die Handlung der Oper basiert auf den Ereignissen im Leben des zentralasiatischen Astronomen Ulugh Beg, ihre Entstehung fiel zeitlich mit der Entdeckung des Grabes von Ulugbek in Samarqand (Gur-Emir-Mausoleum) zusammen. In den Jahren des Großen Vaterländischen Krieges gehörten viele aus Moskau und Leningrad evakuierte Künstler und Musiker zum Freundeskreis von Aleksey Kozlovskiy, darunter Faina Ranewskaja und Maximilian Steinberg.
In Taschkent lernte Kozlovskiy Anna Achmatowa kennen, deren kreativer und freundschaftlicher Austausch bis zu ihrem Lebensende bestand. Der Komponist schrieb mehrere Romanzen nach ihren Gedichten. Das achmatovische Gedicht „Das Erscheinen des Mondes“ aus dem Zyklus „Der Mond im Zenit“ (1944) ist Kozlovskiy gewidmet.
Er wurde auf dem Botkinsky-Friedhof in Taschkent beerdigt. Das Archiv des Komponisten wurde dem M. I. Glinka Museum für Musikgeschichte in Moskau übergeben.

## Ehrungen
- Volkskünstler der usbekischen SSR (1955)
- Leninorden (1959)
- Verdienter Künstler der usbekischen SSR (1944)